# Ciężki Szczyt
Ciężki Szczyt, dawniej też błędnie Czeski Szczyt (słow. Ťažký štít, Český štít, niem. Martin-Róth-Spitze, węg. Róth Márton-csúcs, 2510 m n.p.m.) – jeden z wierzchołków w masywie Wysokiej (Vysoká, 2559 m). Znajduje się w głównej grani Tatr pomiędzy przełęczą Waga (sedlo Váha, 2336 m) a Przełęczą pod Wysoką (Štrbina pod Ťažkým štítom, 2471 m). Wcześniejsze pomiary określały wysokość wierzchołka na 2500 m lub 2520 m.
Od Ciężkiego Szczytu odchodzi w kierunku południowo-zachodnim długa boczna grań. W niej znajdują się Smocza Grań, Kopa Popradzka (Kôpky, 2355 m) i Popradzka Grań. Grań rozdziela Dolinę Żabią Mięguszowiecką (dolina Žabích plies) od Dolinki Smoczej (Dračia dolina).
Ciężki Szczyt, Smoczy Szczyt (Dračí štít) i dwa wierzchołki Wysokiej bywają obejmowane wspólną nazwą Korony Wysokiej.
Nazwa szczytu związana jest z nazwą doliny – w języku polskim: Dolina Ciężka (dawniej błędnie Czeska), w słowackim: Ťažká dolina. Niemiecka i węgierska wersja nazwy zostały nadane ku czci Martina Rótha, wybitnego taternika i działacza turystycznego.
Pierwsze odnotowane wejścia:
- letnie: Ernst Dubke i przewodnik Johann Franz senior, 7 lipca 1904 r.,
- zimowe: Lajos Károly Horn i Ernő Kátai, 23 marca 1913 r.[2]

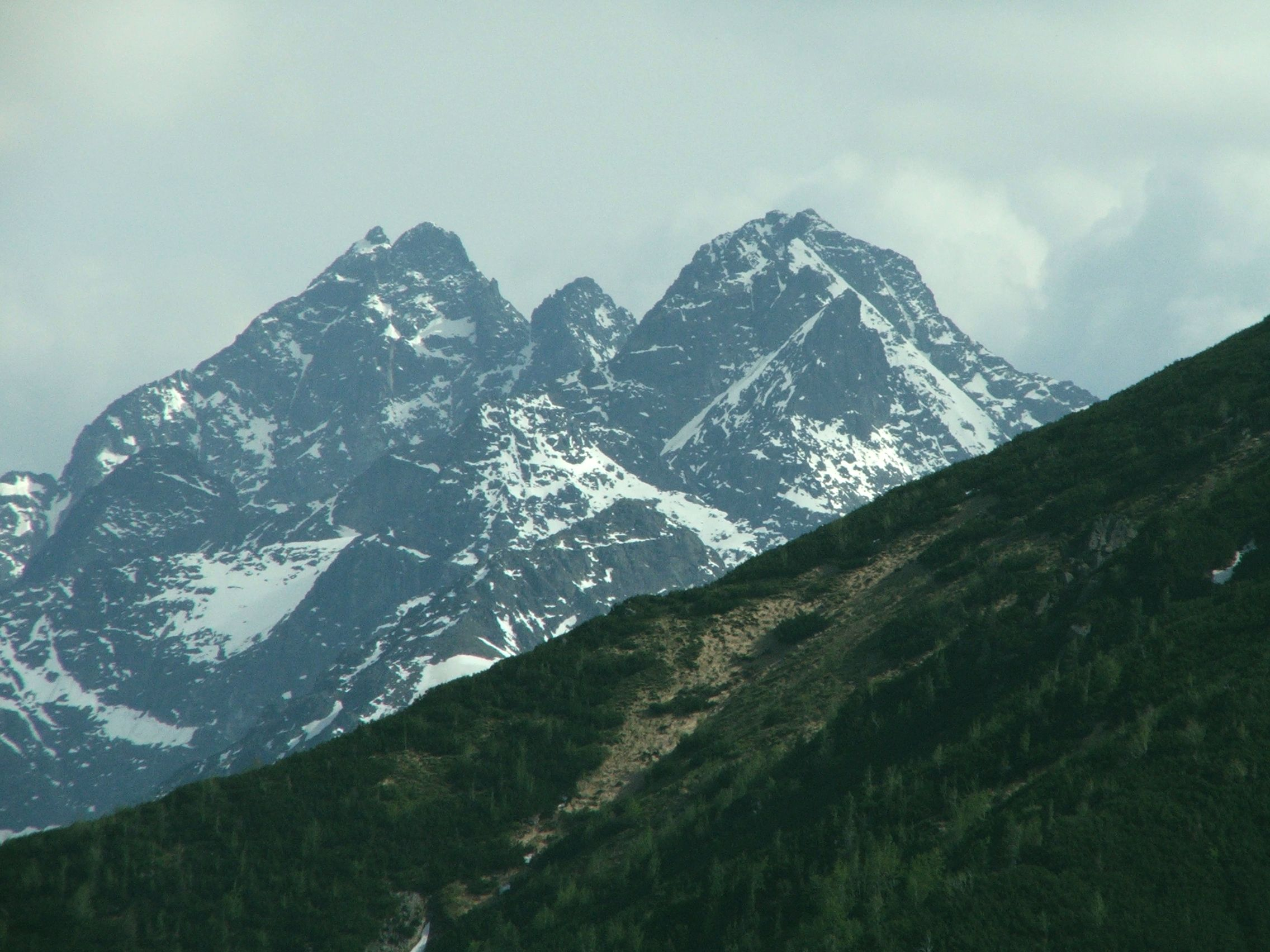
Ciężki Szczyt w środku, pomiędzy Wysoką i Rysami. Widok z Gęsiej Szyi
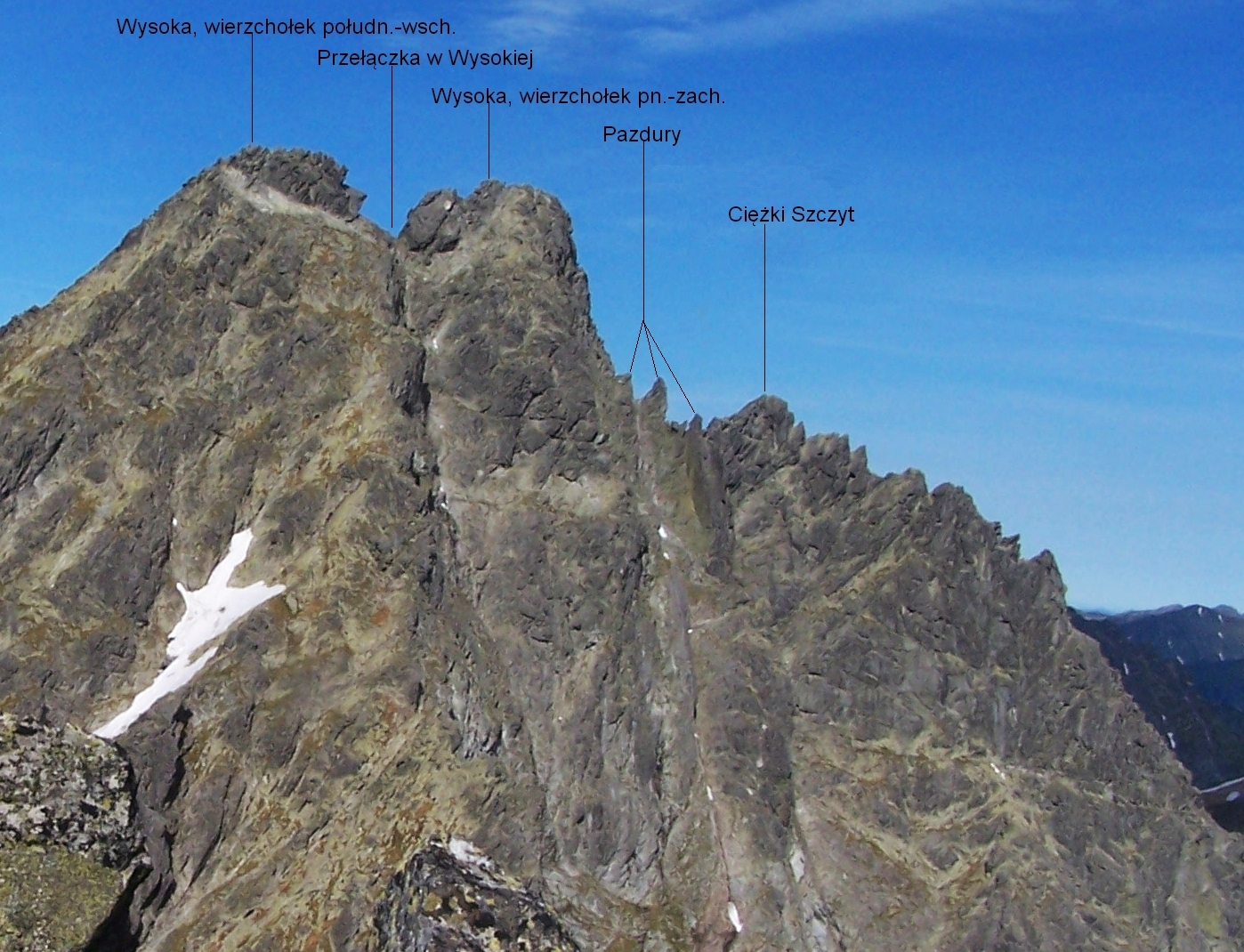
Widok z Ganku
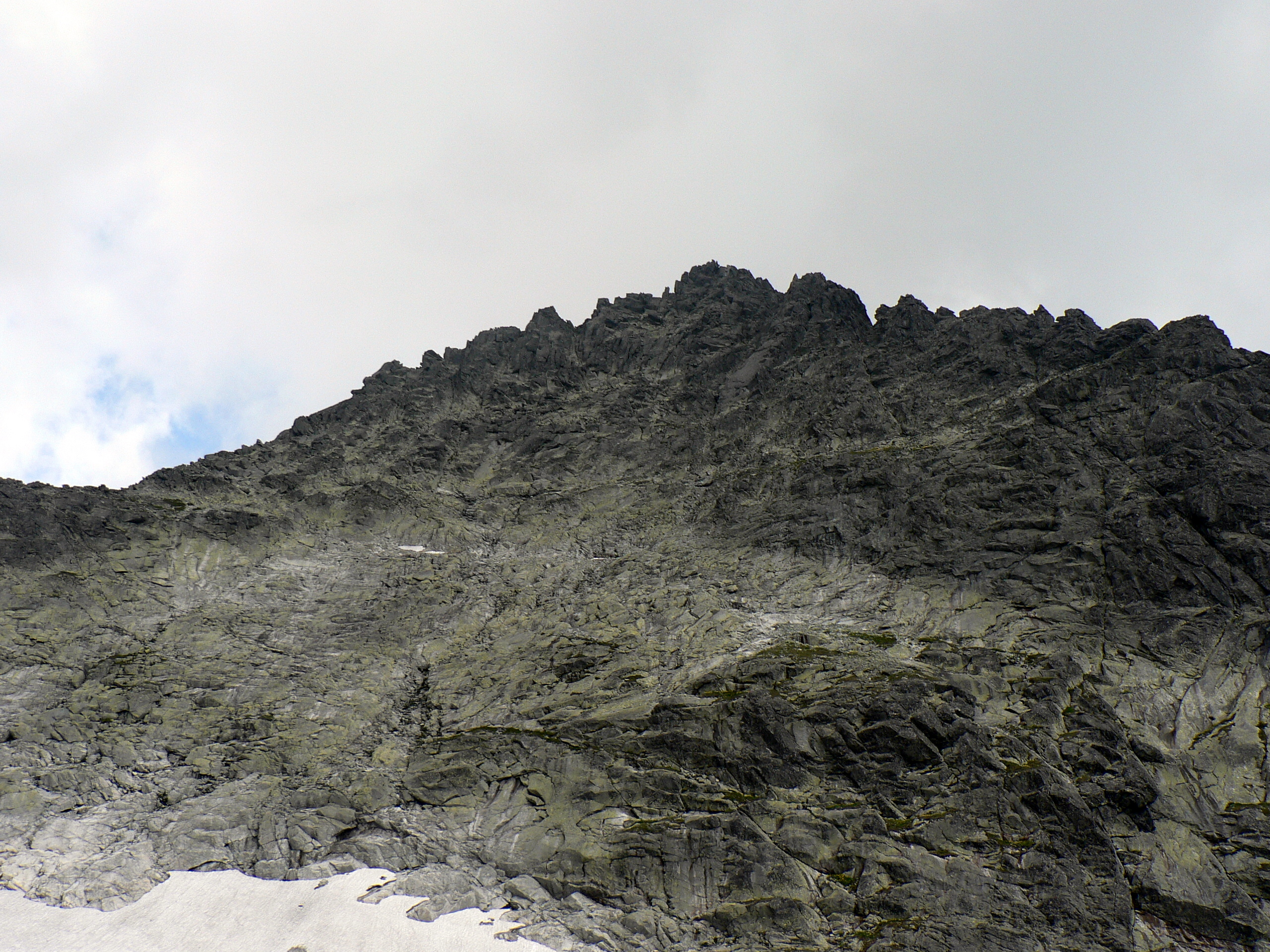
Widok z Chaty pod Rysami